# Kanton La Vallée des Gaves
Der Kanton La Vallée des Gaves ist seit 2015 ein französischer Wahlkreis im Arrondissement Argelès-Gazost, im Département Hautes-Pyrénées und in der Region Okzitanien; sein Hauptort ist Argelès-Gazost.

## Geschichte
Der Kanton entstand bei der Neueinteilung der französischen Kantone im Jahr 2015. Seine Gemeinden kommen aus den ehemaligen Kantonen Argelès-Gazost (alle 23 Gemeinden), Luz-Saint-Sauveur (alle 17 Gemeinden) und Aucun (alle 10 Gemeinden). Durch die Vereinigung der Gemeinden Gavarnie und Gèdre zur neuen Gemeinde Gavarnie-Gèdre auf 1. Januar 2016 und der Eingliederung der Gemeinde Vizos in die Gemeinde Saligos auf 1. Januar 2017 sank die Anzahl Gemeinden auf 48.

## Lage
Der Kanton liegt im Südwesten des Départements Hautes-Pyrénées.

## Gemeinden
Der Kanton besteht aus 48 Gemeinden mit insgesamt 15.309 Einwohnern (Stand: 1. Januar 2022) auf einer Gesamtfläche von 1.027,97 km²:
| Gemeinde                   | Einwohner 1. Januar 2022 | Fläche km² | Dichte Einw./km² | Code INSEE | Postleitzahl |
| -------------------------- | ------------------------ | ---------- | ---------------- | ---------- | ------------ |
| Adast                      | 302                      | 1,05       | 288              | 65001      | 65260        |
| Agos-Vidalos               | 393                      | 6,11       | 64               | 65004      | 65400        |
| Arbéost                    | 78                       | 14,90      | 5                | 65018      | 65560        |
| Arcizans-Avant             | 392                      | 15,04      | 26               | 65021      | 65400        |
| Arcizans-Dessus            | 115                      | 5,01       | 23               | 65022      | 65400        |
| Argelès-Gazost             | 2.805                    | 3,05       | 920              | 65025      | 65400        |
| Arras-en-Lavedan           | 494                      | 24,66      | 20               | 65029      | 65400        |
| Arrens-Marsous             | 696                      | 100,55     | 7                | 65032      | 65400        |
| Artalens-Souin             | 135                      | 3,90       | 35               | 65036      | 65400        |
| Aucun                      | 254                      | 12,94      | 20               | 65045      | 65400        |
| Ayros-Arbouix              | 345                      | 2,72       | 127              | 65055      | 65400        |
| Ayzac-Ost                  | 463                      | 3,08       | 150              | 65056      | 65400        |
| Barèges                    | 136                      | 45,84      | 3                | 65481      | 65120        |
| Beaucens                   | 417                      | 36,82      | 11               | 65077      | 65400        |
| Betpouey                   | 80                       | 16,20      | 5                | 65089      | 65120        |
| Boô-Silhen                 | 319                      | 3,12       | 102              | 65098      | 65400        |
| Bun                        | 153                      | 2,80       | 55               | 65112      | 65400        |
| Cauterets                  | 859                      | 156,84     | 5                | 65138      | 65110        |
| Chèze                      | 49                       | 10,07      | 5                | 65145      | 65120        |
| Esquièze-Sère              | 417                      | 1,52       | 274              | 65168      | 65120        |
| Estaing                    | 94                       | 71,53      | 1                | 65169      | 65400        |
| Esterre                    | 186                      | 1,74       | 107              | 65173      | 65120        |
| Ferrières                  | 87                       | 16,97      | 5                | 65176      | 65560        |
| Gaillagos                  | 126                      | 8,46       | 15               | 65182      | 65400        |
| Gavarnie-Gèdre             | 341                      | 227,11     | 2                | 65192      | 65120        |
| Gez                        | 328                      | 3,89       | 84               | 65202      | 65400        |
| Grust                      | 37                       | 9,52       | 4                | 65210      | 65120        |
| Lau-Balagnas               | 508                      | 2,90       | 175              | 65267      | 65400        |
| Luz-Saint-Sauveur          | 914                      | 50,38      | 18               | 65295      | 65120        |
| Ouzous                     | 206                      | 4,76       | 43               | 65352      | 65400        |
| Pierrefitte-Nestalas       | 1.101                    | 1,76       | 626              | 65362      | 65260        |
| Préchac                    | 240                      | 1,59       | 151              | 65371      | 65400        |
| Saint-Pastous              | 149                      | 8,20       | 18               | 65393      | 65400        |
| Saint-Savin                | 366                      | 3,86       | 95               | 65396      | 65400        |
| Saligos                    | 89                       | 7,07       | 13               | 65399      | 65120        |
| Salles                     | 248                      | 27,48      | 9                | 65400      | 65400        |
| Sassis                     | 72                       | 0,53       | 136              | 65411      | 65120        |
| Sazos                      | 152                      | 29,38      | 5                | 65413      | 65120        |
| Sère-en-Lavedan            | 83                       | 1,87       | 44               | 65420      | 65400        |
| Sers                       | 109                      | 29,91      | 4                | 65424      | 65120        |
| Sireix                     | 61                       | 1,73       | 35               | 65428      | 65400        |
| Soulom                     | 289                      | 2,91       | 99               | 65435      | 65260        |
| Uz                         | 38                       | 2,45       | 16               | 65458      | 65400        |
| Viella                     | 83                       | 3,14       | 26               | 65463      | 65120        |
| Vier-Bordes                | 94                       | 9,39       | 10               | 65467      | 65400        |
| Viey                       | 19                       | 6,24       | 3                | 65469      | 65120        |
| Villelongue                | 353                      | 20,46      | 17               | 65473      | 65260        |
| Viscos                     | 34                       | 6,52       | 5                | 65478      | 65120        |
| Kanton La Vallée des Gaves | 15.309                   | 1.027,97   | 15               | 6516       | –            |

## Veränderungen im Gemeindebestand seit der landesweiten Neuordnung der Kantone
2017: Fusion Saligos und Vizos → Saligos
2016: Fusion Gavarnie und Gèdre → Gavarnie-Gèdre

## Politik
Im 1. Wahlgang am 22. März 2015 erreichte keines der vier Kandidatenpaare die absolute Mehrheit. Bei der Stichwahl am 29. März 2015 gewann das Gespann Louis Armary/Chantal Robin-Rodrigo (beide PRG) gegen Jacques Behague/Laurence Boileau (beide Union de la Droite|UD) mit einem Stimmenanteil von 55,20 % (Wahlbeteiligung:56,52 %).
| Vertreter im Departementrat des Départements | Vertreter im Departementrat des Départements | Vertreter im Departementrat des Départements |
| Amtszeit                                     | Name                                         | Partei                                       |
| -------------------------------------------- | -------------------------------------------- | -------------------------------------------- |
| 2015–                                        | Louis Armary Chantal Robin-Rodrigo           | PRG                                          |